# Parafia św. Józefa Rzemieślnika w Tarnowcu
Parafia św. Józefa Rzemieślnika w Tarnowcu – parafia rzymskokatolicka znajdująca się w diecezji tarnowskiej w dekanacie Tarnów Południe.
Parafia w Tarnowcu powstała najpóźniej w XII w. za sprawą benedyktynów tynieckich. Warto zauważyć, że parafia ta powstała wcześniej niż parafie w Tarnowie.
Proboszczem tarnowieckim jest ks. dr Tadeusz Michalik. Funkcję tę pełni od 2020. Wikarym jest ks. Dawid Mąka (od 2023).

## Lista proboszczów parafii
| Imię i nazwisko         | Daty zarządzania                                                        |
| ----------------------- | ----------------------------------------------------------------------- |
| ks. Stanisław Prus      | 1980–1982                                                               |
| ks. Stanisław Goryl     | 1982–1996                                                               |
| ks. Tomasz Drwal        | 1 grudnia 1995 – 24 stycznia 1996 Jako tymczasowy administrator parafii |
| ks. Stanisław Skowron   | 1996–2020                                                               |
| ks. dr Tadeusz Michalik | od 2020                                                                 |